# Beybienkoa fuscofemurifera
Beybienkoa fuscofemurifera är en kackerlacksart som beskrevs av Roth, L. M. 1991. Beybienkoa fuscofemurifera ingår i släktet Beybienkoa och familjen småkackerlackor. Inga underarter finns listade.